# Sami Ukelli
Sami Ukelli (* 30. Oktober 1972 in Podujevo, Sozialistische Föderative Republik Jugoslawien) ist ein kosovarischer Diplomat.

## Werdegang
Sami Ukelli wurde 1972 in Podujevo im heutigen Kosovo geboren. Von 2002 bis 2006 studierte er an der Johannes-Kepler-Universität Linz Sozialwirtschaft. 2006 unterrichtete er an der Volkshochschule in Linz. 2006 und 2007 absolvierte er ein Praktikum im Bereich öffentliche Verwaltung als Büromitarbeiter im Bundesministerium für europäische und internationale Angelegenheiten in Wien. Von 2007 bis 2009 arbeitete er als Berater für multilaterale Entwicklungszusammenarbeit bei der Austrian Development Agency GmbH (ADA) in Wien und Kopenhagen. Von 2007 bis 2009 schloss er an das Sozialwirtschaftsstudium ein postgraduales Programm in „Interdisciplinary Balkan Studies“ an der Universität Wien an. 2009 und 2010 arbeitete er als Berater für „Multilateral Organisation Performance Assessment Network“ (MOPAN) in der Abteilung für Internationale Entwicklung in London und Wien.
Von März 2010 bis September 2012 war Ukelli Botschafter der Republik Kosovo in Japan. Von Oktober 2012 bis Oktober 2013 war er Generaldirektor im Ministerium für Auswärtige Angelegenheiten der Republik Kosovo. Zwischen Oktober 2013 und Februar 2015 war er kosovarischer Botschafter in Ungarn, anschließend wurde er als kosovarischer Botschafter in Österreich nach Wien entsandt. Seit August 2020 ist er der Botschafter der Republik Kosovo in der Schweiz.

## Familie
Sami Ukelli ist verheiratet und hat zwei Kinder. Er spricht Albanisch als Muttersprache und kann Englisch, Deutsch Japanisch und Serbokroatisch.